# Wengkal
Wengkal is een bestuurslaag in het regentschap Nganjuk van de provincie Oost-Java, Indonesië. Wengkal telt 2003 inwoners (volkstelling 2010).